# Amuré

Amuré este o comună în departamentul Deux-Sèvres, Franța. În 2009 avea o populație de 452 de locuitori.